# Marek Kolasiński
Marek Kolasiński (ur. 13 stycznia 1953 w Żarnowcu) – polski polityk i przedsiębiorca, poseł na Sejm RP III kadencji.

## Życiorys
W 1997 ukończył studia na wydziale filozoficznym Międzynarodowej Akademii Informatyzacji, następnie uzyskał stopień doktora. Prowadził prywatną działalność gospodarczą. W latach 1997–2001 sprawował mandat posła III kadencji z ramienia Akcji Wyborczej Solidarność, wybranego w okręgu sosnowieckim. Należał do Polskiego Ruchu Monarchistycznego, rekomendowany był przez Ruch Solidarni w Wyborach. Przystępował do Chrześcijańskiej Demokracji III RP oraz do Ruchu Społecznego AWS.
W 2001 tuż przed zakończeniem kadencji wyjechał z Polski za granicę. W CBŚ prowadzono w tym czasie postępowanie w sprawie oszustw podatkowych i wyłudzeń kredytów w kwocie około 40 milionów złotych, jakich miał się dopuścić w czasie prowadzenia działalności gospodarczej. Był ścigany przez Interpol, został zatrzymany w marcu 2002.
W październiku 2005 sąd pierwszej instancji skazał go na karę 9 lat pozbawienia wolności i na grzywnę. We wrześniu 2007 Sąd Okręgowy w Krakowie uchylił ten wyrok, przekazując sprawę do ponownego rozpoznania. Decyzję tę umotywowano względami formalnymi, tj. koniecznością wyłączenia ze składu sędziego orzekającego zgodnie z nową linią orzecznictwa Sądu Najwyższego. Marek Kolasiński nie przyznawał się do zarzucanych mu czynów. W ponownym procesie w lutym 2014 były poseł został skazany w pierwszej instancji na karę 5 lat pozbawienia wolności i na grzywnę. W październiku 2007 w toczącej się odrębnie innej sprawie karnej Sąd Okręgowy w Lublinie skazał go na karę 3 lat pozbawienia wolności i na grzywnę, uznając byłego posła winnym oszustwa na kwotę około 4 milionów złotych. W toku postępowań był dwukrotnie tymczasowo aresztowany, łącznie przez okres około 8,5 roku.